# Veerse Gat
Pour les articles homonymes, voir Gat.
Le Veerse Gat est un bras de l'Escaut oriental situé entre l'île de Noord-Beveland et l'ancienne île de Walcheren dans la province de Zélande.
En 1961 ce bras a été fermé par le Veerse Gatdam et forme la partie occidentale du Veerse Meer, la partie orientale étant formée par la majeure partie du Zandkreek.
Avant sa fermeture ce passage était dangereux à cause des bancs de sable instables ; plusieurs naufrages sont mémorables.
| \| Localisation du Plan Delta dans le Monde \| Bernisse Canal de l'Escaut au Rhin Grevelingenmeer Canal Hartel Canal de Zuid-Beveland Dordtsche Kil Escaut occidental Escaut oriental Haringvliet Hollands Diep Krammer Markiezaatsmeer Nieuwe Waterweg Nouvelle Meuse Spui Scheur Veerse Gat Veerse Meer Vieille Meuse Volkerak Zoommeer Anvers Rotterdam Mer du Nord Belgique Pays-Bas Eau de mer Eau douce |
| Localisation du Plan Delta dans le Monde |